# MLOps

MLOps는 기계 학습, 데브옵스 및 데이터 엔지니어링이 교차하는 일련의 사례이다.

MLOps 또는 ML Ops는 프로덕션 환경에서 기계 학습 모델을 안정적이고 효율적으로 배포하고 유지하는 것을 목표로 하는 패러다임이다. 이 단어는 "머신러닝"과 소프트웨어 분야 데브옵스의 지속적인 개발 관행의 합성어이다. 기계 학습 모델은 격리된 실험 시스템에서 테스트되고 개발된다. 알고리즘을 시작할 준비가 되면 데이터 과학자, 데브옵스 및 기계 학습 엔지니어 간에 MLOps를 실행하여 알고리즘을 프로덕션 시스템으로 전환한다. 데브옵스 또는 데이터옵스 접근 방식과 유사하게 MLOps는 자동화를 강화하고 프로덕션 모델의 품질을 향상시키는 동시에 비즈니스 및 규제 요구 사항에도 중점을 두고 있다. MLOps는 일련의 모범 사례로 시작되었지만 ML 수명 주기 관리에 대한 독립적인 접근 방식으로 천천히 발전하고 있다. MLOps는 모델 생성(소프트웨어 개발 수명 주기, 지속적 통합/지속적 배포), 오케스트레이션 및 배포 통합부터 상태, 진단, 거버넌스 및 비즈니스 지표에 이르기까지 전체 수명 주기에 적용된다. 가트너에 따르면 MLOps는 모델옵스의 하위 집합이다. MLOps는 ML 모델의 운영화에 중점을 두고 있는 반면, 모델옵스는 모든 유형의 AI 모델의 운영화를 다룬다.

## 같이 보기
- 모델옵스